# Belkiss
Belkiss é um poema dramático em prosa de Eugénio de Castro, escrito em 1894 e baseado na narrativa bíblica sobre a Rainha de Sabá.

## Histórico
O poeta se refere à sua "Rainha de Sabá" numa carta a Luis Berisso, datada de 23 de julho de 1894. No mesmo ano o texto (com o subtítulo Rainha de Sabá, d'Axum e do Hymiar) foi publicado por Francisco França Amado em Coimbra. A peça introduziu o simbolismo no teatro português, ao lado de O Pântano, de D. João da Câmara.
Foi traduzido para o idioma italiano em 1896 e para o idioma espanhol em 1897. Em 1900, recebeu uma edição em língua checa. Apesar do suceso em outros países, a obra só foi reepublicada em Portugal em 1910, constando mais tarde na edição das obras poéticas revisadas pelo autor em 1927.
Houve uma ópera em três atos baseada no poema, composta por Rui Coelho e vencedora do do Concurso Oficial de Espanha, em 1924. A primeira montagem dessa adaptação, porém, teve que esperar mais quatro anos, finalmente chegando aos palcos de Lisboa em 1928.